# Кудрино (Новосибирская область)
Ку́дрино — деревня в Тогучинском районе Новосибирской области. Административный центр Кудринского сельсовета.

## География
Площадь деревни — 173 гектара.

## Население
| 2002 | 2007 | 2010 |
| ---- | ---- | ---- |
| 637  | ↗670 | ↘599 |

## Инфраструктура
В деревне по данным на 2007 год функционируют 1 учреждение здравоохранения и 1 учреждение образования.